# Marija Bagrationi
Marta-Marija Bagrationi (grško: Μαρία της Αλανίας, gruzijsko: მართა, მარიამი), bizantinska cesarica,  hčerka gruzijskega kralja Bagrata IV., žena bizantinskega cesarja  Mihaela VII. Dukasa, kasneje tudi cesarja Nikefora III. Botanijata, * okrog 1050, † po letu 1103.
Zaradi imena Marija Alanska jo pogosto zamenjujejo z njeno materjo Boreno Alansko, ki je bila druga žena Bagrata IV. Gruzijskega.

## Življenjepis
Rojena je bila kot princesa Marta (მართა) Gruzijska. Že v otroštvu (1056) so jo poslali v Bizanc, kjer naj bi se šolala pod pokroviteljstvom cesarice Teodore. Ker je Teodora še istega leta umrla,  se je vrnila domov. Leta 1065 se je poročila z Mihaelom, sinom cesarja Konstantina X. Dukasa, ki je kasneje postal cesar Mihael VII. Dukas Leta 1078 so Mihaela z državnim udarom vrgli s prestola in ustoličili Nikeforja III. Botanijata. Marija je pristala na poroko z novim cesarjem pod pogojem, da njenega sina Konstantina Dukasa razglasijo za  prestolonaslednika. Nikefor je dano obljubo kasneje prelomil in cesarica se je vpletla v zaroto, ki jo je organiziral general Aleksej Komnen, za katerega se je šušljalo, da je njen ljubimec. Aleksej je prisilil Nikefora, da se je umaknil s prestola, se leta 1081 sam okronal za cesarja in za prestolonaslednika ponovno razglasil Konstantina. Kmalu za tem je  Konstantina zaročil s svojo hčerko Ano Komneno.
Leta 1087 se je Alekseju rodil sin Ivan II. Komnen in stanje se je popolnoma spremenilo:  Anino zaroko s Konstantinom so razdrli, Konstantinov status prestolonaslednika so preklicali, Marijo pa so prisilili, da se je umaknila v samostan. Konstantin je (okrog) leta 1096 še zelo mlad umrl in Marijini vmešavanje v politiko se je z njegovo smrtjo končalo.

## Zapuščina
Marija je slovela po svoji lepoti in izobrazbi. Veliko se je dopisovala z znanim teologom in filozofom Teofilom Bolgarskim, za katerega pravijo, da jo je navdihoval, ko je pisala svoje veliko delo Razlage Evangelija po sv. Janezu. Bila je zaščitnica gruzijskih samostanov na Balkanu, posebno slavnega samostana Iviron na gori Atos. Sodelovala je tudi s svojo materjo Boreno pri graditvi samostana Kapata na Sionskem griču v Jeruzalemu.